# Гері Трент
Гері Дажон Трент (старший) (англ. Gary Dajaun Trent Sr., нар. 22 вересня 1974, Колумбус, Огайо, США) — американський професіональний баскетболіст, що грав на позиції важкого форварда за низку команд НБА. Батько баскетболіста Гері Трента молодшого.

## Ігрова кар'єра
На університетському рівні грав за команду Ohio (1992–1995). 
1995 року був обраний у першому раунді драфту НБА під загальним 11-м номером командою «Мілвокі Бакс». Проте професіональну кар'єру розпочав 1995 року виступами за «Портленд Трейл-Блейзерс», куди був обміняний відразу після драфту. Захищав кольори команди з Портленда протягом наступних 3 сезонів.
Частину 1998 року виступав у складі «Торонто Репторз».
1998 року перейшов до «Даллас Маверікс», у складі якої провів наступні 3 сезони своєї кар'єри.
Наступною командою в кар'єрі гравця була «Міннесота Тімбервулвз», за яку він відіграв 3 сезони.
З 2004 по 2005 рік грав у складі грецької команди «Панеллініос».
Частину 2005 року виступав у складі італійської команди «Лоттоматика» (Рим).
Останньою ж командою в кар'єрі гравця стала «Панеллініос» з Греції, до складу якої він повернувся 2006 року і за яку відіграв один сезон.